# Machina (czasopismo)
Machina – czasopismo muzyczne, miesięcznik, wydawane w latach 1995–2002 oraz ponownie od 2006. W maju 2011 czasopismo przekształcono w tygodnik wydawany w wersji elektronicznej, któremu towarzyszył serwis internetowy. Na początku 2012 markę „Machina” zredukowano do samego serwisu internetowego.
Założycielem i jednym z pomysłodawców Machiny był Marek Kościkiewicz, muzyk De Mono. Pierwszym redaktorem naczelnym był Andrzej Sienkiewicz, następnie Bogna Świątkowska, a w ostatnich miesiącach przed pierwszym rozwiązaniem w 2002 – Marcin Prokop. Do współpracowników Machiny należeli Grzegorz Brzozowicz, Paweł Dunin-Wąsowicz, Bartek Chaciński, Wojciech Radomski, Bartek Winczewski, Rafał Bryndal, Daniel Wyszogrodzki, Tomasz Słoń czy Kazik Staszewski. 
Pismo, które wyróżniało się elegancką szatą graficzną, początkowo uznawano za polski odpowiednik magazynu „Rolling Stone”. „Machina” określała się jako pismo popkulturowe, poza muzyką zajmowała się tematyką filmu, książek i komiksów. W dziedzinie muzyki specjalizowała się w rocku alternatywnym oraz w tzw. nowych brzmieniach, pogardliwie traktując klasykę rocka. W latach 1997–2000 do każdego numeru dołączano płyty kompaktowe, podjęto także próby wydawania płyt pod szyldem Machiny.
W połowie 2005 prawa do numeru kupiła Platforma Mediowa Point Group. Numer „zerowy” nowej Machiny został wydany 3 lutego 2006. Umieszczenie na jego okładce piosenkarki Madonny przypominającej Matkę Boską z Dzieciątkiem Jezus wywołało skandal i oburzenie środowisk katolickich oraz Rady Etyki Mediów. Osobą odpowiedzialną za koordynowanie prac związanych z realizacją projektu był Tomasz Biedrzycki, wcześniej dyrektor wydawniczy miesięcznika teatralnego „Foyer” (Trojan Press). Stanowisko redaktora naczelnego powierzono Piotrowi Metzowi. W maju 2012 Metz odszedł z redakcji. Do współpracowników należeli: Ewelina Puścizna, Sławomir Belina, Robert Laska. We wrześniu 2014 Machina wróciła jako multimedialna platforma kierowana do odbiorców polskich i amerykańskich.